# Lucila Pascua
María Lucila Pascua Suárez (Sabadell, 21 marzo 1983) è un'ex cestista spagnola.
Alta 196 cm per 95 kg, giocava come centro.

## Carriera
Ha fatto il suo debutto nel campionato spagnolo nel 2001. Dopo aver giocato in diverse squadre professionistiche, giocha per CB Conquero la stagione 2014-2015.
Ha fatto il suo debutto con la squadra di basket nazionale spagnola il 14 agosto 2001 in amichevole contro la Lituania, ed è attualmente uno dei giocatore con più presenze, avendo partecipato ai Giochi olimpici di Atene 2004 e Pechino 2008.